# Habronattus renidens
Habronattus renidens är en spindelart som beskrevs av Griswold 1987. Habronattus renidens ingår i släktet Habronattus och familjen hoppspindlar. Inga underarter finns listade i Catalogue of Life.